# Zacharzyce
Zacharzyce (deutsch Sacherwitz, 1937–1945 Sachern) ist ein Dorf in der Stadt- und Landgemeinde Siechnice (Tschechnitz) im Powiat Wrocławski (Breslauer Distrikt) der Woiwodschaft Niederschlesien in Polen. 

## Lage
Zacharzyce liegt ca. vier Kilometer nordwestlich von Siechnice (Tschernitz) und zehn Kilometer südöstlich von Breslau. Nachbarorte sind Radwanice (Radwanitz) im Norden, Iwiny (Oldern) im Westen, Smardzów (Schmartsch) im Südwesten und Święta Katarzyna (Kattern) im Süden.

## Geschichte
Zacherwitz, das zum Herzogtum Breslau gehörte, wurde vermutlich vom Breslauer Ratsherrn Zacharias gegründet und ging laut folgender Urkunde aus einem Vorwerk von Kattern hervor: 1282 übergab Dietrich von Troppau, Bürger von Breslau, seinen Schwiegersöhnen Zacharias und Hermann sein Vorwerk bei St. Katharina (Kattern). 1300 war es in Besitzer der Enkel des Zacharias, Konrad und Jakob, von denen sich die Geschlechter Sachenkirch und Sachwitz ableiteten. 1335 fiel Sacherwitz mit dem Herzogtum Breslau als erledigtes Lehen an die Krone Böhmen.  
Der Ort wurde 1336 als „Zachery“ auch „Oppirschicz“, 1344 „Sagiencz“ und 1341 als „Zachericz“ erwähnt. Das Landbuch führt um 1360 den Namen „Zacharis“ auf. Nach dem Ersten Schlesischen Krieg fiel Sacherwitz mit dem größten Teil Schlesiens 1741/42 an Preußen. Frühere Besitzer waren das Breslauer Patriziergeschlecht Haunold, 1794 ein Freiherr von Richthofen, 1840 die Familie von Pückler. Der Kaufpreis betrug 1840 44.000 Reichstaler. 1785 zählte das Gut ein herrschaftliches Wohnhaus, ein Vorwerk, einen Kretscham, zwölf Gärtner, vier Häusler, 21 Feuerstellen und 141 Einwohner. 1845 waren es 30 Häuser, ein herrschaftliches Schloss, ein Vorwerk, 216 Einwohner (65 katholisch und der Rest evangelisch), evangelische Kirche zu Sillmenau im Landkreis Breslau, katholische Kirche zu Kattern, wo auch der Friedhof für die evangelischen Gläubigen lag, eine Windmühle, zwei Wirtshäuser, fünf Handwerker und ein Höcker.  
1874 wurde aus den Landgemeinden Benkwitz, Klein Sägewitz, Radwanitz und Sacherwitz der Amtsbezirk Klein-Sägewitz gebildet (späterer Amtsbezirk Wasserborn). Bis 1945 gehörte das Dorf zum Landkreis Breslau im Regierungsbezirk Breslau der preußischen Provinz Schlesien des Deutschen Reichs. 1937 erfolgte die Umbenennung in Sachern. Als Folge des Zweiten Weltkriegs fiel Sachern 1945 an Polen und wurde in Zacharzyce umbenannt. Die deutsche Bevölkerung wurde – soweit sie nicht vorher geflohen war – vertrieben. Die neu angesiedelten Bewohner waren zum Teil Vertriebene aus Ostpolen, das an die Sowjetunion gefallen war. 